# Al-Minufiyya

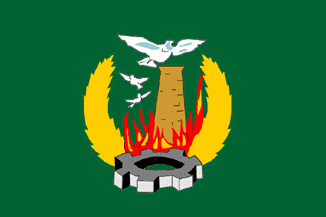
Guvernementets flagga.

Lägeskarta.

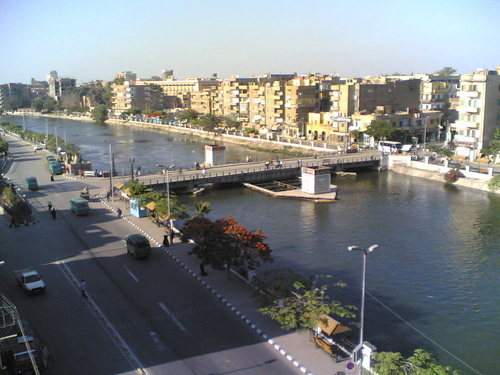
Vy över Shibin al-Kawm.

Guvernementet al-Minufiyya (arabiska: محافظة المنوفية, Muhafazat al-Minufiyya) är ett av Egyptens 27 muhāfazāt (guvernement). Guvernementet ligger i landets norra del (Nedre Egypten) i västra delen av Nildeltat.

## Geografi
Guvernementet har en yta på cirka 2 499 km²med cirka 4,0 miljoner invånare. Befolkningstätheten är cirka 1 800 invånare/km².
Minufiyya-universitet grundad 1976 ligger i Shibīn al-Kawm.

## Förvaltning
Guvernementets ISO 3166-2 kod är EG-MNF och huvudort är Shibīn al-Kawm. Guvernementet är ytterligare indelat i 9 markas (områden) och 3 kism (distrikt).
Andra större städer är Ashmun och Minuf. Minuf var guvernementets huvudort fram till 1826.